# 趙容 (成化進士)
趙容（1449年—？），字德宏，直隸和州人，軍籍，明朝政治人物。

## 生平
成化十六年（1480年）庚子科應天府鄉試第八十五名舉人。成化二十三年（1487年）中式丁未科會試第二百四十九名，三甲第一百三十一名進士。

## 家族
曾祖趙用素，訓科；祖父趙堅；父趙禮，母李氏。具庆下。